# 허종식
허종식(許琮植, 1962년 2월 8일~)은 대한민국의 정치인이다. 제21·22대 국회의원이다.
전라남도 완도 출생이다. 인천광역시부시장을 지냈으며, 제21대 총선에서 인천 동구미추홀구갑 국회의원에 당선되었다.

## 학력
- 광주인성고등학교, 포항제철공업고등학교 중퇴(고등학교 졸업 검정고시 합격)
- 인하대학교 문과대학 국문학 학사

## 경력
- 경인일보 기자
- 한겨레신문 사회2부장
- 인하대학교 총동창회 부회장
- 한겨레신문 경제부 선임기자
- 2011년 11월~2014년 6월: 인천광역시청 대변인
- 2016년 5월~2018년 7월: 더불어민주당 인천광역시당 남구 갑 지역위원회 위원장
- 2018년 7월~2018년 10월: 제2대 인천광역시 정무경제부시장
- 2018년 10월~2019년 12월: 제1대 인천광역시 균형발전정무부시장
- 인천광역시 도시계획위원회 위원장
- 인천광역시 지역건설산업활성화추진위원회 위원장
- 인천국제공항공사 비상임이사
- 2019년 12월~2020년 5월: 더불어민주당 인천광역시당 미추홀구 갑 지역위원회 위원장
- 2020년 4월 15일: 대한민국 제21대 국회의원 선거 당선(인천 동구·미추홀구 갑, 더불어민주당, 초선)
- 2020년 5월~: 더불어민주당 인천광역시당 동구·미추홀구 갑지역위원회 위원장
- 2022년 10월~: 더불어민주당 인천광역시당 을지키는민생실천위원회 위원장
- 2020년 4월 10일: 대한민국 제22대 국회의원 선거 당선(인천 동구·미추홀구 갑, 더불어민주당, 재선)
- 2024년 11월~: 더불어민주당 당대표특보단 민생특보단 특보

### 의정 활동
- 2020년 5월 30일~2024년 5월 29일: 제21대 국회의원(인천 동구·미추홀구 갑, 더불어민주당, 초선)
  - 2020년 6월~2022년 5월: 제21대 국회 전반기 보건복지위원회 위원
  - 2020년 6월~2021년 5월: 제21대 국회 전반기 예산결산특별위원회 위원
  - 2020년 7월~2024년 5월: 철강포럼 구성의원
  - 2022년 7월~2024년 5월: 제21대 국회 후반기 국토교통위원회 위원
- 2024년 5월 30일~: 제22대 국회의원(인천 동구·미추홀구 갑, 더불어민주당, 재선)
  - 2024년 6월~: 제22대 국회 전반기 산업통상자원중소벤처기업위원회 위원
  - 2024년 6월~2024년 11월: 제22대 국회 전반기 예산결산특별위원회 위원

## 전과
- 도로교통법위반(음주운전): 벌금 1,500,000원 - 2002년 5월 3일 선고[1]

## 역대 선거 결과
|  | 35.50% |

|  | 48.77% |

|  | 53.73% |

## 소속 정당
| 소속 정당 | 소속 정당    | 소속 기간 | 비고      |
| --------- | ------------ | --------- | --------- |
|           | 더불어민주당 | 2016~현재 | 정계 입문 |

## 가족 관계
- 배우자: 손연일(1965년~2024년 1월 19일)
  - 장남: 허기석(1991년~)
  - 차남: 허기현(1994년~)

## 같이 보기
- 동구·미추홀구 갑
- 인천 동구의 국회의원
- 인천 미추홀구의 국회의원
- 인천광역시 부시장